# Jon Stewart (philosophe)
Jon Bartley Stewart est un philosophe et historien de la philosophie américain. Il est spécialisé dans la philosophie continentale du XIXe siècle, et plus particulièrement dans la pensée de Kierkegaard et de Hegel. Jon Stewart est chercheur à l'Institut de philosophie de l'Académie slovaque des sciences. 
Il est actuellement rédacteur en chef de la revue Filozofia et co-éditeur du Kierkegaard Studies Yearbook et de la Kierkegaard Studies Monograph Series (De Gruyter). Il est rédacteur en chef des séries New Research in the History of Western Philosophy, Texts from Golden Age Denmark et Danish Golden Age Studies (Brill). De 2007 à 2017, il a été rédacteur en chef de la série Kierkegaard Research : Sources, Reception and Resources (Aldershot : Ashgate 2007-2015 ; New York : Routledge 2016-2017).

## Travail académique
Le deuxième livre de Stewart, Kierkegaard's Relations to Hegel Reconsidered (New York : Cambridge University Press 2003), issu de sa thèse de doctorat en théologie, a marqué un tournant majeur dans les études sur Kierkegaard. Il a fait l'objet de nombreuses critiques dans des revues universitaires[réf. nécessaire], ainsi que dans un journal danois. Il est généralement admis que Kierkegaard's Relations to Hegel Reconsidered a eu un impact sur la recherche à bien des égards.
Pour continuer à montrer l'importance de la culture et de l'histoire dans la compréhension des débats intellectuels et philosophiques de l'âge d'or danois, Stewart a publié en 2007 A History of Hegelianism in Golden Age Denmark, Tome I, The Heiberg Period : 1824-1836 (Copenhague : C.A. Reitzel 2007) et A History of Hegelianism in Golden Age Denmark, Tome II, The Martensen Period : 1837-1842 (Copenhague : C.A. Reitzel 2007). Ces études constituent les recherches les plus détaillées sur l'influence de la philosophie de Hegel sur la culture danoise de l'âge d'or,.

## Livres
- (en) The Hegel myths and legends, Evanston (Illinois), Northwestern university press, coll. « Nothwestern university studies in phenomenology and existential philosophy », 1996, XIII-384 p. (ISBN 0-8101-1300-7 et 0-8101-1301-5, OCLC 465684538, BNF 36174816, LCCN 95053189, présentation en ligne, lire en ligne), p. 1-16, 306-318.
- (en) The unity of Hegel's Phenomenology of spirit : a systematic interpretation, Evanston (Illinois), Northwestern University press, coll. « SPEP studies in historical philosophy », 2000, XV-556 p. (ISBN 0-8101-1693-6 et 978-0-8101-2804-0, OCLC 43945223, LCCN 00030563, SUDOC 055702147, lire en ligne).
- (en) Kierkegaard's relations to Hegel reconsidered, Cambridge, Cambridge University Press, coll. « Modern European philosophy », 2003, XIX-695 p. (ISBN 0-521-82838-4, BNF 38994968, LCCN 2002042906, SUDOC 076489132).
- A History of Hegelianism in Golden Age Denmark, Tome I, The Heiberg Period: 1824-1836, Copenhagen: C.A. Reitzel 2007. xxi + 629pp. (Danish Golden Age Studies, vol. 3.)
- A History of Hegelianism in Golden Age Denmark, Tome II, The Martensen Period: 1837-1842, Copenhagen: C.A. Reitzel 2007. xx + 775pp. (Danish Golden Age Studies, vol. 3.)[7],[8].
- Idealism and Existentialism: Hegel and Nineteenth- and Twentieth-Century European Philosophy, New York and London: Continuum International Publishing 2010. xv + 282pp. (re-issue, paperback, 2012.)
- The Unity of Content and Form in Philosophical Writing: The Perils of Conformity, London, New Delhi, New York and Sydney: Bloomsbury 2013 (Bloomsbury Studies in Philosophy). ix + 217pp.
- The Cultural Crisis of the Danish Golden Age: Heiberg, Martensen and Kierkegaard, Copenhagen: Museum Tusculanum Press 2015 (Danish Golden Age Studies, vol. 9). xxii + 337pp.
- Søren Kierkegaard: Subjectivity, Irony and the Crisis of Modernity, Oxford: Oxford University Press 2015. xvii + 210pp. (re-issue, paperback, 2017[9].
- Hegel’s Interpretation of the Religions of the World: The Logic of the Gods, Oxford: Oxford University Press 2018. xix + 321pp.
- Faust, Romantic Irony, and System: German Culture in the Thought of Søren Kierkegaard, Copenhagen: Museum Tusculanum Press 2019 (Danish Golden Age Studies, vol. 11). xviii + 407pp.
- The Emergence of Subjectivity in the Ancient and Medieval World: An Interpretation of Western Civilization, Oxford: Oxford University Press 2020. xiv + 399pp.
- Hegel’s Century: Alienation and Recognition in a Time of Revolution, Cambridge: Cambridge University Press 2021. xi + pp. 338pp.
- An Introduction to Hegel’s Lectures on the Philosophy of Religion: The Issue of Religious Content in the Enlightenment and Romanticism, Oxford: Oxford University Press 2022. xiii + 277pp.
- A History of Nihilism in the Nineteenth Century: Confrontations with Nothingness, Cambridge: Cambridge University Press 2023. xi + 322pp.

## Monographies de traduction
- Heiberg’s On the Significance of Philosophy for the Present Age and Other Texts, ed. and trans. by Jon Stewart, Copenhagen: C.A. Reitzel 2005. xxii + 467pp. (Texts from Golden Age Denmark, vol. 1).
- Heiberg’s Speculative Logic and Other Texts, ed. and trans. by Jon Stewart, Copenhagen: C.A. Reitzel 2006. xviii + 387pp. (Texts from Golden Age Denmark, vol. 2).
- Heiberg’s Introductory Lecture to the Logic Course and Other Texts, ed. and trans. by Jon Stewart, Copenhagen: C.A. Reitzel 2007. xvii + 334pp. (Texts from Golden Age Denmark, vol. 3).
- Heiberg’s Contingency Regarded from the Point of View of Logic and Other Texts, ed. and trans. by Jon Stewart, Copenhagen: Museum Tusculanum Press 2008. xvi + 457pp. (Texts from Golden Age Denmark, vol. 4).
- Mynster’s “Rationalism, Supernaturalism” and the Debate about Mediation, ed. and trans. by Jon Stewart, Copenhagen: Museum Tusculanum Press 2009. xvi + 683pp. (Texts from Golden Age Denmark, vol. 5).
- Heiberg’s Perseus and Other Texts, ed. and trans. by Jon Stewart, Copenhagen: Museum Tusculanum Press 2011. xiii + 408pp. (Texts from Golden Age Denmark, vol. 6).
- Sibbern’s Remarks and Investigations Primarily Concerning Hegel’s Philosophy, ed. and trans. by Jon Stewart, Copenhagen: Museum Tusculanum Press 2018. xvi + 451pp. (Texts from Golden Age Denmark, vol. 7).
- Poul Martin Møller’s Thoughts on the Possibility of Proofs of Human Immortality and Other Texts, ed. and trans. by Finn Gredal Jensen and Jon Stewart, Leiden and Boston: Brill 2022. xxi + 515pp. (Texts from Golden Age Denmark, vol. 8).

## Subventions et bourses
- 1989-1999 : Université Westfälische Wilhelms, Münster, Service allemand d'échanges universitaires (DAAD)
- 1992-1993 : Université Westfälische Wilhelms, Münster, Fondation Heinrich Hertz
- 1993-1994 : Université Libre de Bruxelles, Belgian American Educational Foundation
- 1994-1995 : Université Humboldt, Berlin, Fondation Alexander von Humboldt
- 1995-1997 : Bourse postdoctorale Spencer, National Academy of Education
- 2008-2009 : Collegium Budapest, Institut d'études avancées
- 2016-2017 : Université Harvard, Radcliffe Institute for Advanced Study

## Subventions et projets de groupe
- 2005-2006 : Coordinateur de projet, cours de l'Université d'été d'Øresund, Centre de recherche Søren Kierkegaard, Université de Copenhague
- 2005-2007 : Chef de projet « Kierkegaard Research : Sources, Reception and Resources » financé par le Conseil danois de la recherche en sciences humaines (Statens Humanistiske Forskningsråd), une branche de l'Agence danoise de recherche
- 2011-2014 : Chef de projet, « The Nordic Network for Kierkegaard Research » financé par Nordforsk.
- 2019-2022 : Chef de projet, « Subjectivité individuelle et collective : enjeux historiques et contemporains », coopération de l'Institut de philosophie de l'Académie slovaque des sciences et de l'Institut de philosophie de l'Académie polonaise des sciences, soutenu par un accord inter-académique, MAD (Medziakademická dohoda).